# قریب به یقین
در نظریه احتمالات اگر یک پیشامد با احتمال یک (یا ۱۰۰٪) رخ دهد، قریب به یقین نامیده می‌شود. چنین پیشامدی را گاهی با نماد.a.s (مخفف عبارت انگلیسی almost surely) نشان می‌دهند.
گرچه در بسیاری از آزمایش‌های سادهٔ احتمالی، تفاوت چندانی ندارد که رخ دادن پیشامدی قریب به یقین باشد یا قطعی (یعنی، در هر دو صورت رخ دادن پیشامد تضمین می‌شود)، اما تفاوت این دو در موارد پیچیده که با بینهایت سر و کار داریم، اهمیت پیدا می‌کند. برای مثال در مسائلی که شامل تکرارهای بینهایت، رخدادهای منظم یا فضایی با بعد نامتناهی است (مانند فضای توابع) با این تفاوت روبرو می‌شویم. نمونه‌های اولیه در مورد کاربرد این عبارت در قانون قوی اعداد بزرگ و پیوستگی مسیرهای براونی است.
مفهوم قریب به یقین شبیه به مفهوم تقریباً همه جا در نظریه اندازه است.

## تعریف ریاضی
فرض کنید (Ω، F, P) یک فضای احتمال باشد. پیشامد E در F، قریب به یقین نامیده می‌شود، اگر P(E) = ۱.
این تعریف معادل است با اینکه، رخداد پیشامد E قریب به یقین است اگر احتمال رخ ندادن E برابر صفر باشد.
چون P یک اندازه بر روی Ω است، تعریفی جایگزین از دیدگاه نظریه اندازه این است که پیشامد E قریب به یقین رخ می‌دهد اگر E = Ω تقریباً همه جا.

## تفاوت قریب به یقین با قطعی
اینکه رخ دادن پیشامدی قریب به یقین باشد چه تفاوتی با رخ دادن قطعی دارد همانند تفاوت ظریفی است که میان رخدادهای همواره درست و «رخدادهای با احتمال یک» وجود دارد.
اگر پیشامدی قطعی باشد، در اینصورت نه تنها همواره رخ می‌دهد بلکه هیچ پیشامد دیگری امکان رخ دادن ندارد. اگر وقوع پیشامدی قریب به یقین باشد، در اینصورت همواره رخ می‌دهد اما پیشامدهای دیگری هم از لحاظ نظری در فضای احتمال مورد بررسی امکان وقوع دارند؛ گرچه با افزایش کاردینال فضای نمونه، احتمال رخ دادن هر پیشامد دیگری به طور مجانبی به صفر می‌گراید؛ بنابراین، برای هر فضای نمونه‌ای، هرگز با صراحت نمی‌توان گفت که پیشامدهای دیگر هرگز رخ نمی‌دهند، ولی در حالت‌های کلی می‌توان این گزاره را برقرار فرض کرد. تفاوت این دو مفهوم از این جنبه شباهت‌هایی با مفهوم حد در ریاضیات دارد.

## مثال: پرتاب دارت
مثلاً، پرتاب یک دارت به سمت صفحهٔ مربع شکلی با مساحت واحد را تصور کنید. فرض کنید تمامی فضا فقط این صفحه است و دارت دقیقاً به یک نقطه برخورد می‌کند. از نظر فیزیکی جای دیگری برای برخورد دارت وجود ندارد. پس، پیشامد «برخورد دارت با صفحه» یک پیشامد قطعی است. حالت دیگری قابل تصور نیست.
حال، پیشامد «برخورد دارت با قطر صفحه» را در نظر بگیرید. احتمال رخ دادن این پیشامد صفر است! زیرا احتمال برخورد دارت با هر ناحیه‌ای از صفحه متناسب است با مساحت آن ناحیه و در مورد این پیشامد، چون مساحت قطر صفحه صفر است، احتمال اینکه دارت دقیقاً به قطر صفحه برخورد کند، صفر است؛ بنابراین دارت قریب به یقین با قطر صفحه برخورد نمی‌کند. با وجود این، مجموعه نقاط روی قطر تهی نیست و هیچ نقطه‌ای روی قطر احتمالی کمتر از نقاط دیگر صفحه ندارد که مورد اصابت قرار گیرد.
مثال بالا برای هر نقطهٔ دیگر صفحه قابل طرح است. هر نقطه مانند P مساحتی برابر صفر دارد و به همین دلیل احتمال برخورد دارت با این نقطه صفر است. با این وجود، دارت مسلماً باید به نقطه‌ای از صفحه برخورد کند؛ بنابراین، با اینکه رخ دادن پیشامدهای با احتمال صفر ممکن یا قابل تصور نیست، یکی از آنها باید رخ دهد. پس، نمی‌توان گفت که یقیناً پیشامد مورد نظر رخ نمی‌دهد، بلکه رخ ندادن آن قریب به یقین است.